# 酒井佐保

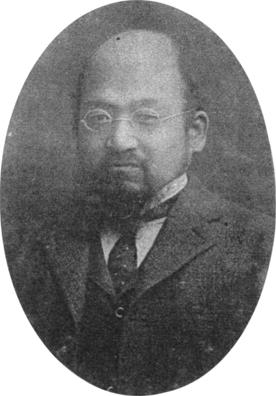
酒井佐保

酒井 佐保（さかい すけやす、文久元年10月21日（1861年11月23日） - 大正7年（1918年）12月28日）は、日本の教育者。位階および勲等は従三位・勲二等。

## 経歴
高知県出身。1883年（明治16年）、東京大学理学部物理科を卒業した。茨城県第一中学校校長、海軍教授、第三高等学校教授を歴任。1899年（明治32年）、第六高等学校校長に就任し、1910年（明治43年）に第三高等学校校長に転任した。